# Вёлер, Фридрих
Фридрих Вёлер (нем. Friedrich Wöhler; 31 июля 1800 года, Эшерсхейм — 23 сентября 1882 года, Гёттинген) — немецкий химик, один из основоположников органической химии, по образованию врач. В 1824 году Вёлер открыл щавелевую кислоту, а также впервые синтезировал органическое вещество из неорганического — мочевину из цианата аммония.
Член Германской академии естествоиспытателей «Леопольдина» (1858), иностранный член-корреспондент Петербургской академии наук (1853), иностранный член Лондонского королевского общества (1854), Национальной академии наук США (1865).

## Биография
Родился 31 июля 1800 года в городе Эшерсхайме, недалеко от Франкфурта-на-Майне. Рос в обеспеченной семье ветеринарного врача, который лечил лошадей, принадлежащих правителям города Гессен (Германия), агронома и педагога Августа Антона Вёлера. Уже в юности Фридрих начал интересоваться химией.
С 1820 года изучал медицину в Марбургском университете, а в 1821 году переехал в Гейдельберг, где его учителем стал известный химик Леопольд Гмелин, посоветовавший Фридриху в дальнейшем заняться химией и стажироваться у Йёнса Якоба Берцелиуса в Стокгольме.
В 1823 году Вёлер получил ученую степень по медицине в Гейдельбергском университете. Но медициной он не занялся, а в 1823—1824 годах работал в лаборатории под руководством химика Йёнса Якоба Берцелиуса.
С 1831 года — профессор технической школы в Касселе. В 1836 году получил должность профессора химии в Гёттиненском университете, где и проработал до конца жизни.
Умер 23 сентября 1882 года. Похоронен на Гёттингенском городском кладбище.

## Синтез мочевины
В 1824 году, желая приготовить цианово-кислый аммоний NH4CNO, Вёлер получил бесцветное кристаллическое вещество, которое не давало ни одной из реакций на аммоний и циановую кислоту.
В 1828 году установил, что оно по составу и свойствам тождественно с мочевиной. Таким образом, Вёлер впервые синтезировал из неорганического вещества органическое соединение и тем самым нанёс удар распространённому виталистическому учению о так называемой жизненной силе. Однако синтез мочевины долгое время оставался единичным фактом и не мог поколебать веру в жизненную силу.
Окончательное падение витализма в химии произошло только в 1860-х гг. благодаря синтезам французского химика Марселена Бертло.

## Работы в органической химии
В 1832 году Фридрих Вёлер и Юстус Либих, изучая производные «горькоминдального» масла, показали, что радикал бензоил C7H5O без изменений переходит из одного соединения в другое, чем сильно укрепили теорию радикалов. Эта реакция получила название бензоиновой конденсации. Вёлеру принадлежат и другие работы в области органической химии: исследование мочевой кислоты и её производных (совместно с Либихом, 1838), получение диэтилтеллура (1840) и гидрохинона (1844), исследование алкалоидов опия (1844).

## Работы в неорганической химии
Из работ Вёлера в области неорганической химии известны: получение алюминия нагреванием хлористого алюминия с калием (1827), получение подобным же путём бериллия и иттрия (1828), получение кремния и его соединений с водородом и с хлором (1856—1858), нитридов кремния и титана (1857—1858), карбида кальция и действием на него воды ацетилена (1862). Вёлер создал большую научную школу и написал учебные руководства, получившие широкое распространение.
Работы Вёлера внесли большой вклад в изучение свойств и способов получения таких элементов, как кальций, титан, ванадий, ниобий.
Одновременно, вместе с Либихом и Коппом издавал «Annalen der Chemie und Pharmacie» (1851—1871).
- Стоят: Вёлер и Копп (справа)
 Сидят: Буфф и Либих (справа)

## Память
В честь Фридриха Вёлера в 1935 г. назван кратер на видимой стороне Луны. Также в честь учёного назван один из силоксенов —  силоксен Вёлера.